# Romain Rolland
Romain Rolland, francoski pisatelj, * 29. januar 1866, † 30. december 1944.
Leta 1915 je osvojil Nobelovo nagrado za književnost za delo Jean-Christophe.

## Dela
- Peter in Lučka
- Jean-Christophe